# Kinoptikum Gaspoltshofen
Koordinaten: 48° 8′ 34″ N, 13° 44′ 10″ O
Das kinOptikum Gaspoltshofen ist ein Kinomuseum im oberösterreichischen Gaspoltshofen, in dem die Besucher Einblick in die Geschichte und Technik des Kinos erhalten.

## Entstehung
Das im Mai 2006 eröffnete kinOptikum geht auf eine Initiative der kulturinitiative spielraum zurück. Diese reaktivierte Anfang der 1990er Jahre das ehemalige Kino in Gaspoltshofen und bietet dort seither ein Kulturprogramm. Erste Adaptierungsarbeiten fanden 1990 statt, aber erst die Bekanntschaft mit LETC (Lifka’s Electric Theatre Company – diese Gruppe restaurierte einen der ältesten funktionsfähigen Filmprojektor weltweit – Carl-Friedrich Lifka’s Gaumont von 1899) und die Überlegungen zur Wiederbelebung von leerstehenden Gebäuden in Gaspoltshofen im Rahmen des Ortsentwicklungskonzeptes verdichteten sich zur aktuellen Ausstellung.

## Konzept

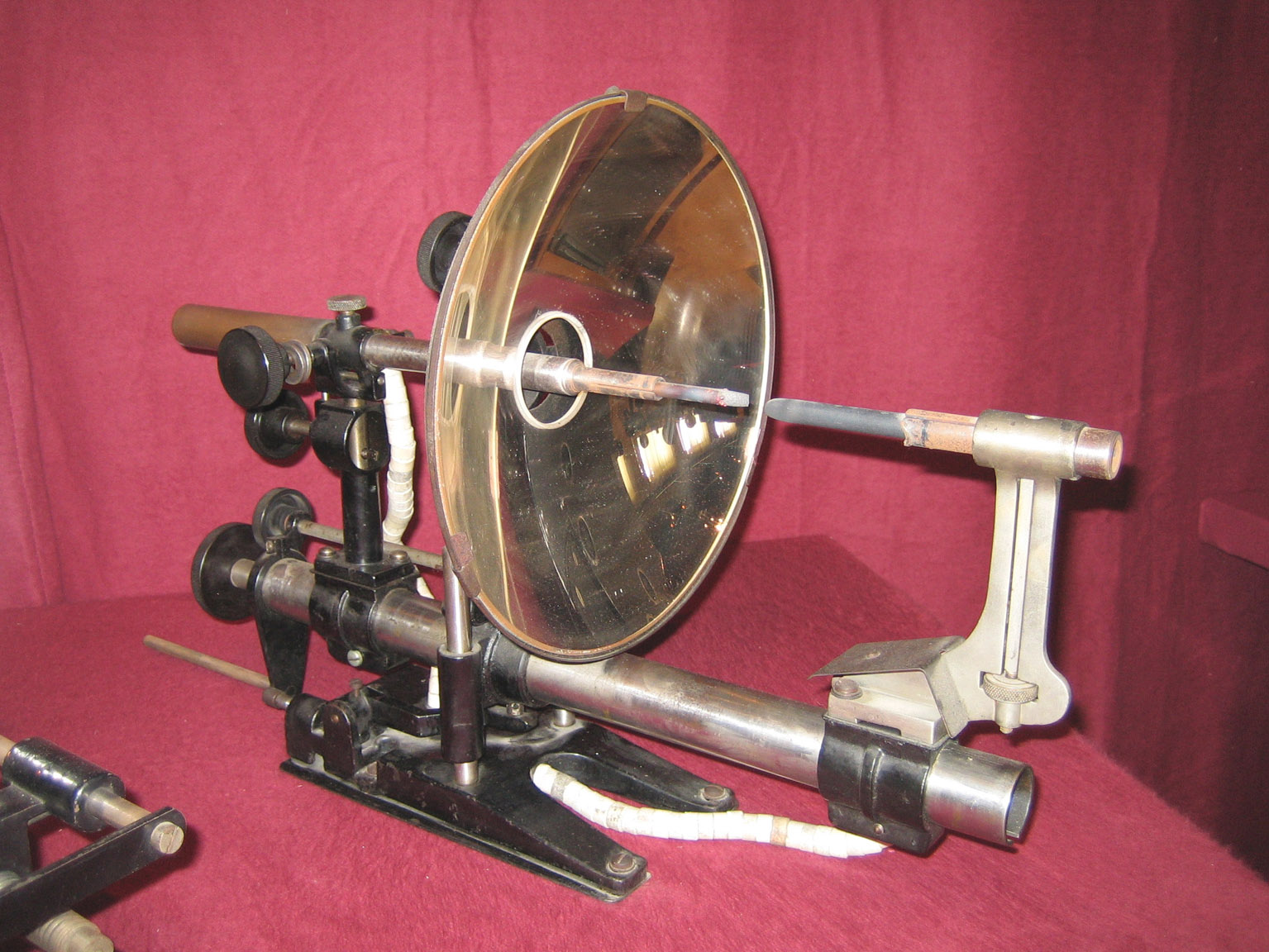
Kohlebogenlampe – lange Jahre die Lichtquelle für Kinoprojektoren

Die Ausstellung ist im Wesentlichen in drei Bereiche geteilt:
- Grundlagen für die Projektion von „bewegten Bildern“ mit interaktiven Modellen
- „Kino im Wandel der Zeit“ stellt die Kinogeschichte anhand kinohistorischer Exponate dar.
- „Der Film als Medium“

Es wird grundsätzlich durch die Ausstellung geführt. Der im digitalen miniKINO vorgeführte Film kann durch den Besucher bestimmt werden.
Im gegenüberliegenden Scheinhaus ist die Fotoausstellung „Einst unter Tag“ zu sehen.
„kinOptikum“ und „Einst unter Tag“ sind Teil der Oberösterreichischen Kohlestrasse.

## Kurzübersicht über die dargestellte Kinogeschichte

### Bewegende Bilder
Ende des 19. Jahrhunderts wurde weltweit entwickelt und erfunden: Basierend auf der bereits seit längerem bekannten Trägheit des menschlichen Auges und den ersten fotografischen Phasenbildern (z. B. „The Horse in Motion“ – die Bewegungsphasen des galoppierenden Pferdes von Eadweard Muybridge, 1872) entstanden verschiedene Apparaturen: 1878 das Zoopraxiskop von Muybridge, 1887 der Schnellseher von Anschütz oder 1891 das Kinetoskop von Thomas A. Edison. Letzteres enthielt bereits ca. 10 m 35 mm breiten Film, der bis heute Standard für alle Kinofilme ist, nur konnte diesen immer nur eine Person betrachten. Edison versah das Kinetoskop mit einem Münzautomaten und versprach sich hohe Einnahmen durch die im Volksmund „peep-hole“ genannten Geräte. So kam es zur kuriosen Situation, dass Edison, obwohl erbitterter Gegner des Kinos, das weltweit erste Filmstudio erbaute.

### Anfänge des Kino

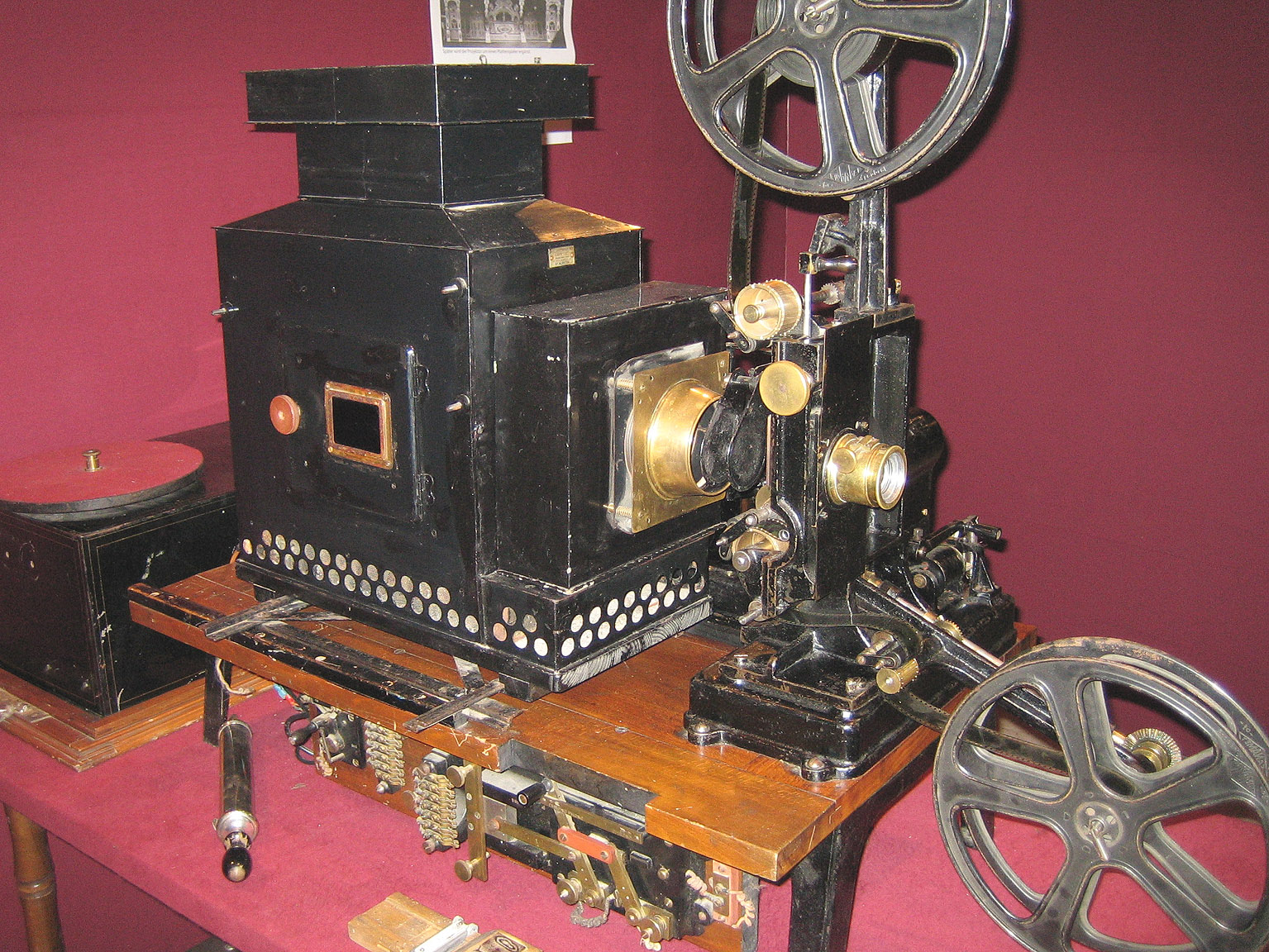
Gaumont Wanderprojektor aus 1899 des Carl Friedrich Lifka

Am 28. Dezember 1895 fand im Grand Café am Boulevard des Capucines in Paris die erste öffentliche Filmvorführung vor einem großen, zahlenden Publikum statt, in der die Brüder Lumière ihren Cinématographe vorführten und 15 selbstgedrehte Kurzfilme zeigten. Schausteller, die von Jahrmarkt zu Jahrmarkt zogen, nahmen sich der neuen Technik an und zeigten in ihren Zelten von nun an nicht mehr nur statische Nebelbilder, sondern bewegte Bilder. Es wurden Filme von wenigen Minuten Länge gezeigt und dazwischen gab es zum Beispiel Clown- oder Pantomimedarbietungen.
Der älteste Projektor der Ausstellung ist jener von Carl Friedrich Lifka, der von 1899 bis 1909 damit Österreich-Ungarn bereiste, ehe er sich in Linz niederließ. Sein Projektor wurde 1899 in Frankreich bei Gaumont (Paris) hergestellt und ist als einer der ganz wenigen weltweit aus dieser Zeit noch funktionstüchtig.

### Stummfilm
Nach den ersten Gehversuchen entstanden durch Filmschnitt und -montage die ersten Spielfilme, allerdings noch ohne Ton. Gleichzeitig entstanden die ersten ortsfesten Kinos. Darsteller wie Pat & Patachon, Charlie Chaplin oder Buster Keaton sind aus dieser Epoche in Erinnerung geblieben.
Das kinOptikum präsentiert diese Ära mit entsprechenden Projektoren, zum Beispiel einem Ernemann Imperator von 1909. Projektorköpfe mit Tachometer – Stummfilme wurden häufig mit unterschiedlichen Geschwindigkeiten vorgeführt – sind ebenso anzutreffen, wie die ersten Versuche mit Langspielplatten (Grammophon) Bild und Ton zu vereinigen.

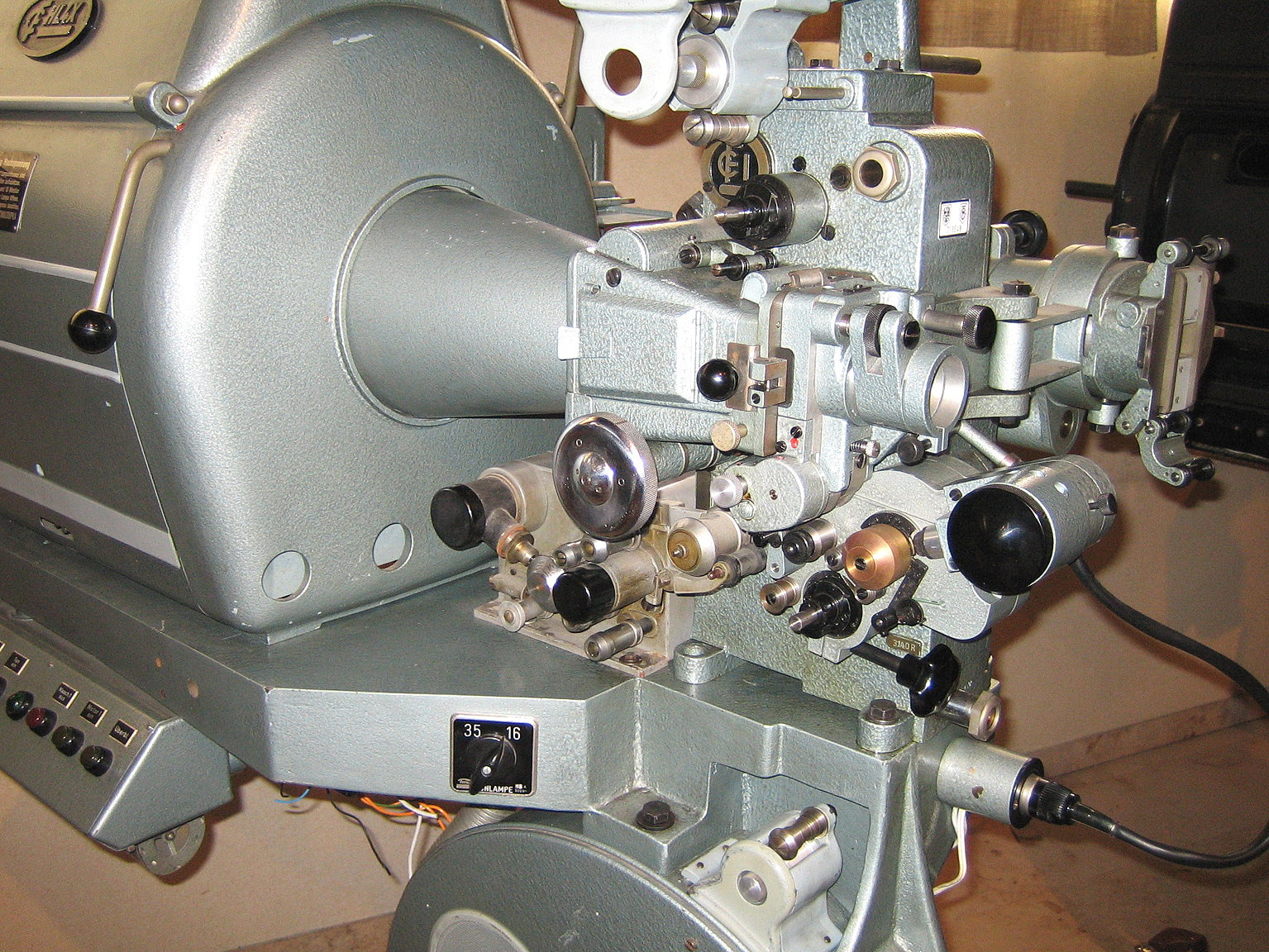
Österreichische Projektoren – Friedl & Chaloupka (1934–1979) (35 mm Film)

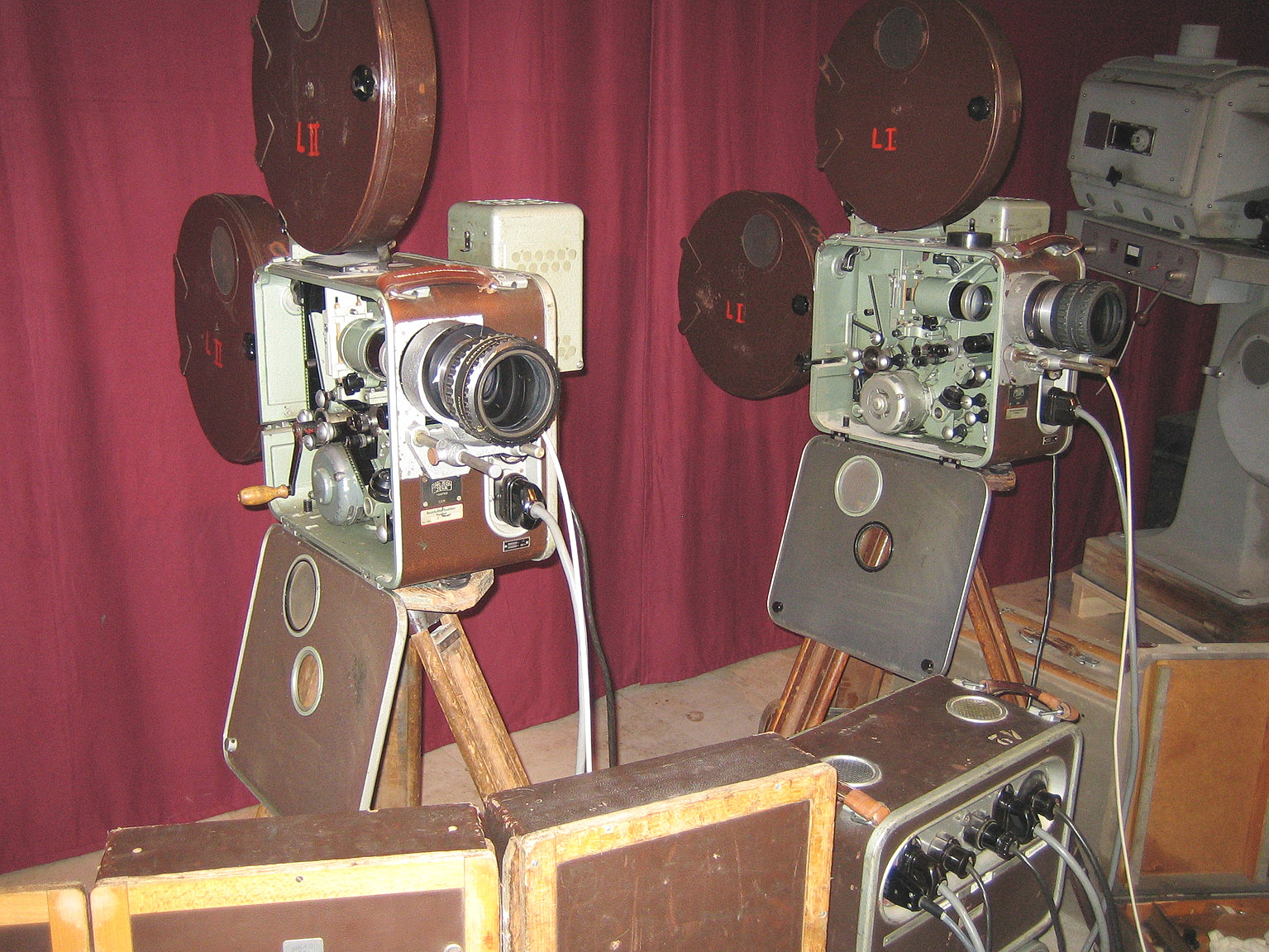
Wanderkino aus der DDR – Carl Zeiss Jena, TK35 (35 mm Film)

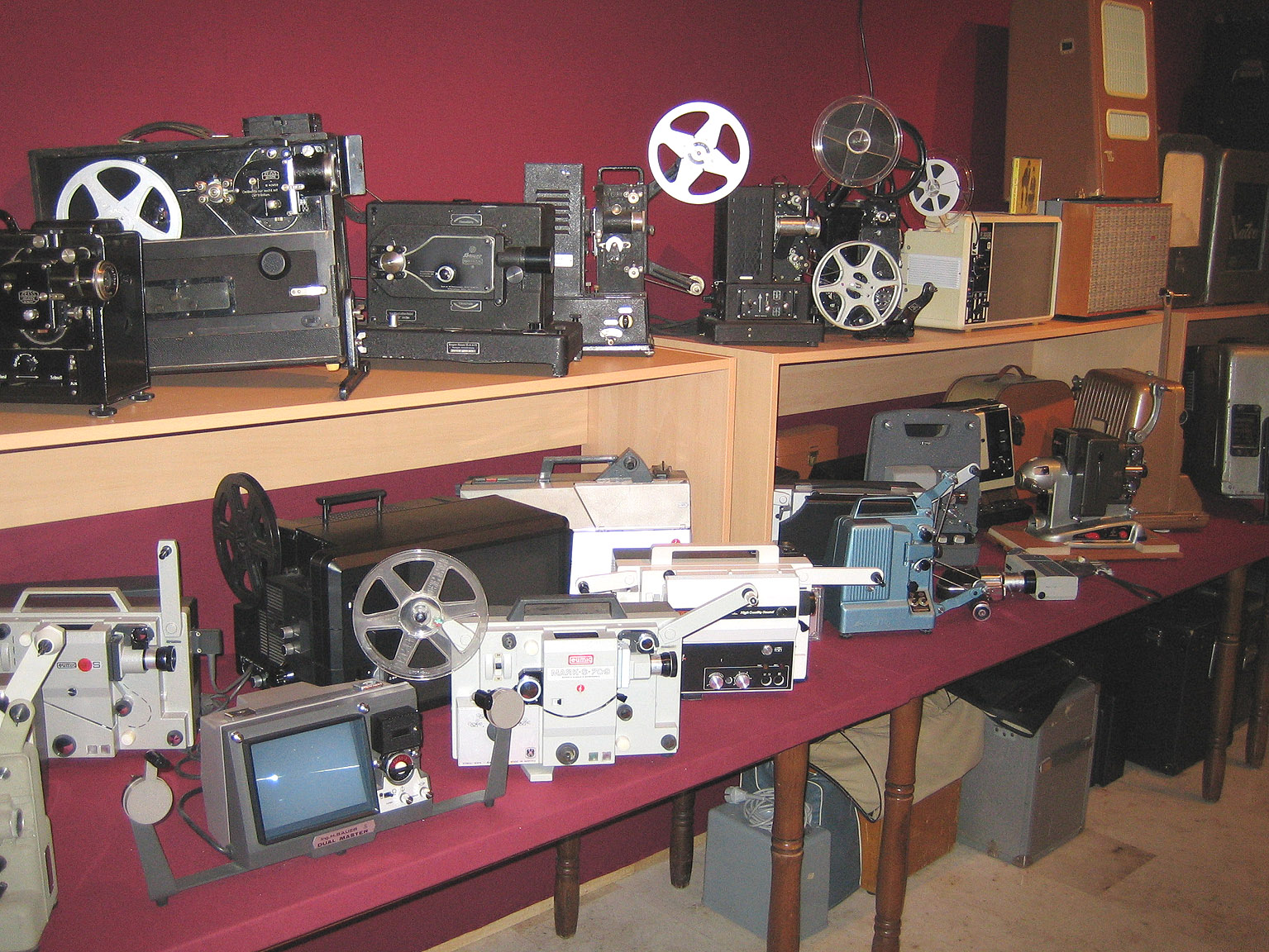
Schmalfilmprojektoren und -betrachter im kinOptikum (8 mm Film)

### Tonfilm
Mit dem Lichttonverfahren war es in den 1920ern gelungen, Bild und Ton synchron abzuspielen. Damit änderte sich vieles: Nicht alle Stars der Stummfilmzeit schafften den Umstieg und der zuvor internationale Film war nun an die Sprache gebunden, nicht mehr weltweit verständlich vorführbar.
Die Entwicklung des Lichttonverfahrens war eine besondere technische Herausforderung. Die Ergebnisse werden anhand der Tongeräte (so werden die Lichttonabnehmer genannt) verschiedener Ausführung und den entsprechenden Verstärkern und Lautsprechern gezeigt.

### Technische Neuerungen in der Nachkriegszeit
Mit der wirtschaftlichen Erholung nach dem Zweiten Weltkrieg steigen auch die Ansprüche des Publikums. Die Vorführkabinen werden mit zwei Projektoren zum unterbrechungsfreien Genuss des Filmes ausgestattet (zuvor gab es häufig Pausen wegen des Wechsels der Filmrollen). Mitte der 1950er wurden Breitwand und Cinemascope eingeführt. Für große Leinwände, wie man sie zum Beispiel bei Autokinos braucht, werden Filme auch in 70 mm Breite produziert und der Ton wird als Stereoton, später als Dolby-Surround-Ton aufgenommen und wiedergegeben.
Diese Entwicklungen lassen sich im kinOptikum anhand zahlreicher Exponate nachvollziehen. Der einzige bedeutendere österreichische Hersteller war „Friedl-Chaloupka“, der mit mehreren Exponaten gewürdigt wird. Ergänzend sind zum Beispiel die originalen Werkstattzeichnungen zu sehen, anhand derer diese Projektoren hergestellt wurden.

### Digitales Zeitalter
Der letzte Schritt in der technischen Entwicklung ist die Digitalisierung des Kinos. Was zuerst nur bei der Produktion eines Filmes (zum Beispiel Computeranimationen bei Actionszenen) eingesetzt wurde, wird nun zunehmend auch für die Wiedergabe im Kino angewandt. Die Ablösung des heute noch üblichen 35-mm-Films durch digitale Verfahren ist zu erwarten. Das vorhandene „Minikino“ arbeitet bereits mit dieser Technik. Hier kann der Besucher einen Film seiner Wahl sehen.

### Schmalfilm und Video
Parallel zur Entwicklung des Kinos wird die Entwicklung im Bereich Schmalfilm und Video dargestellt. Die beiden österreichischen Hersteller Eumig und Ditmar finden besondere Erwähnung.

## Sonderausstellungen
In der Sonderausstellung „Kohle und Licht“ erfährt man, wie die Kohle lange Zeit hindurch die Lichtquelle für Kinoprojektoren war. Gleichzeitig ist dokumentarisches Filmmaterial zum Bergbau im Hausruck zu sehen.
Der „Rasende Müller“, der Gaspoltshofener Gerold Klinger war nicht nur von 1956 bis 1958 3-facher österreichischer Staatsmeister in der Klasse bis 500 cm³, sondern auch Europas bester Privatfahrer. „Gerold Klinger und seine BMW“ zeigt seine Motorräder, dazu gibt es den passenden Film im Minikino.